# Erhard Drachenberg

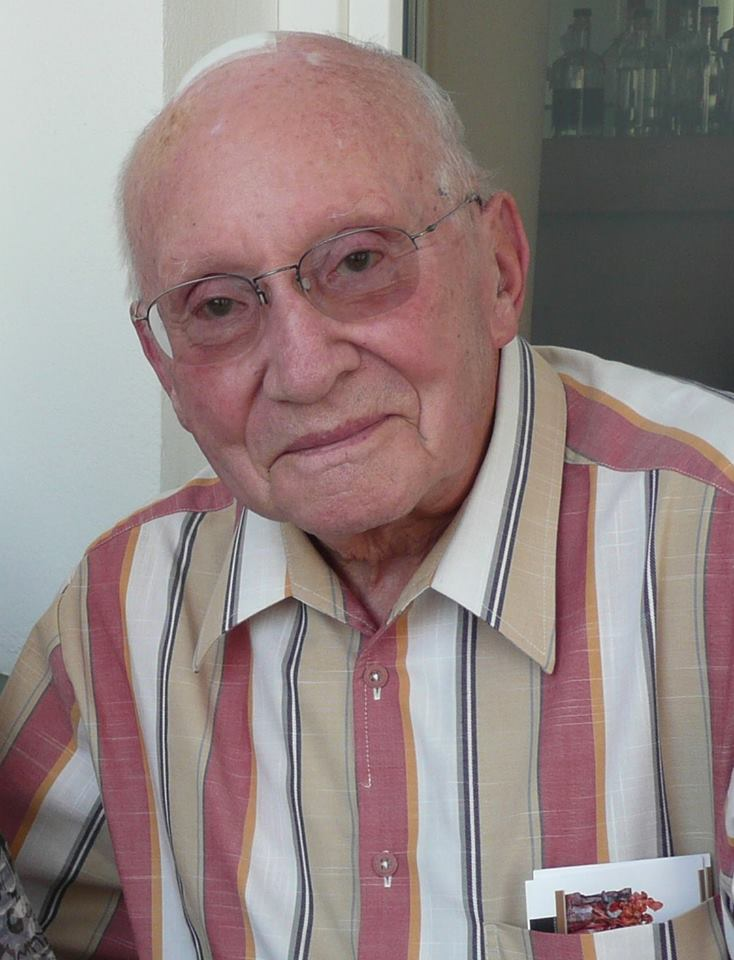
Erhard Drachenberg (2017)

Erhard Karl Drachenberg (* 6. Mai 1932 in Lodz; † 17. Oktober 2021 in Königs Wusterhausen) war ein deutscher Kunsthistoriker und Fachmann für Glasmalerei.

## Leben, Werdegang und Leistungen
Aufgewachsen in Kraków (Krakau) kam Drachenberg als Vertriebener im und nach dem Zweiten Weltkrieg über Mittelwalde (Międzylesie, Niederschlesien/Polen) und Soest (Westfalen) nach Weißenfels/Saale (Sachsen-Anhalt). Dort legte er 1952 an der Goethe-Oberschule das Abitur ab und studierte von 1953 bis 1955 Kunstgeschichte und Archäologie in Leipzig und Berlin. Der Kunsthistoriker und Landeskonservator Thomas Drachenberg ist sein Sohn aus der Ehe mit Gisela Drachenberg, geborene Teute.
Seit 1959 war Drachenberg wissenschaftlicher Mitarbeiter in der Arbeitsstelle für Kunstgeschichte an der Deutschen Akademie der Wissenschaften zu Berlin mit dem Auftrag, für die DDR die von der UNESCO geförderten internationalen Bände des Corpus Vitrearum Medii Aevi (CVMA) zu erarbeiten. Dazwischen leistete er praktische Arbeit in einer Glaswerkstatt. 1976 erfolgte die Promotion mit dem Thema „Die mittelalterliche Glasmalerei im Erfurter Dom“ an der Martin-Luther-Universität Halle-Wittenberg zum Dr. phil. 1992 habilitierte er sich an der gleichen Universität. Von 1991 bis 2000 war er Leiter der Potsdamer Arbeitsstelle für Glasmalereiforschung des CVMA an der Berlin-Brandenburgischen Akademie der Wissenschaften mit dem Auftrag zur Herstellung der Corpus Vitrearum-Bände Deutschland für die neuen Bundesländer. Außerdem leitete er zahlreiche Projekte der Deutschen Bundesstiftung Umwelt (DBU) und der Deutschen Stiftung Denkmalschutz (DSD) zur Sanierung von bedeutenden Glasmalereizyklen in Deutschland und Polen, u. a. in Erfurt, Halberstadt, Havelberg, Stendal oder Schwerin an den dortigen Domen, ferner im polnischen Słońsk (Sonnenburg). Seine Bemühungen galten auch der Erfassung und Dokumentation von farbigen Verglasungen aus dem 19. und frühen 20. Jahrhundert (Leipzig (Peterskirche, Völkerschlachtdenkmal)). Im Auftrag der Bundesregierung war er an der Rückführung der mittelalterlichen Glasmalereien von St. Petersburg in die Marienkirche von Frankfurt/Oder beteiligt.
Nach seiner Pensionierung war Drachenberg als Fachberater bei der Restaurierung und Konservierung oder Rekonstruktion von Glasmalereien tätig. Er arbeitete mit an Projekten der Deutsch-Polnischen Stiftung Kulturpflege und Denkmalschutz (DPS) in Zusammenarbeit mit der Bundesanstalt für Materialforschung und -prüfung (BAM). So war er beispielsweise in Świdnica (Schweidnitz) und Jawor (Jauer) an den evangelischen Friedenskirchen (Kulturerbe) sowie als sachverständiger Berater für historische Verglasungen an der Stiftung Dome und Schlösser in Sachsen-Anhalt beteiligt. Außerdem setzte er sich für den Erhalt der Evangelischen Kirche Johannisthal ein. Er regte dazu die Gründung eines Fördervereins an und übernahm anschließend den Vorsitz. Auch auf Grund der Initiative des Fördervereins entschied sich die Gemeinde für eine umfassende Sanierung.

## Auszeichnungen
Für seine engagierte Arbeit erhielt Drachenberg 2005 die Ehrennadel des Johanniterordens, 2012 das Bundesverdienstkreuz am Bande und 2016 die Ehrenmitgliedschaft im Nationalkomitee des Corpus Vitrearum Deutschland.

## Publikationen (Auswahl)
- Die mittelalterliche Glasmalerei in den Ordenskirchen und im Angermuseum zu Erfurt. (Beitrag Predigerkirche, enthält außerdem die Beiträge Barfüßerkirche von Karl-Joachim Maercker und Augustinerkirche von Christa Schmidt). Corpus Vitrearum Medii Aevi Deutschland Bd. XV, 1 (erschienen als DDR Bd.1,1). Akademie – Verlag, Berlin 1976. Lizenznummer 202-100/345/76.
- Mittelalterliche Glasmalerei in der Deutschen Demokratischen Republik. (Beiträge S. 7–14, 23-30 und 193,194, 196, 201-204, 210, 211, 225-228, 233,239). Union Verlag Berlin, Berlin 1979. Lizenz-Nr. 395/2836/79.
- Corpus Vitrearum Medii Aevi Deutschland. Bd. XV, 2 (erschienen als DDR Bd.1,2): Die mittelalterliche Glasmalerei im Erfurter Dom (Textband). Akademie – Verlag, Berlin 1980. ISBN 3-205-00581-3.
- Farbige Glasfenster (= Seemann Kunstmappe). E. A. Seemann, Leipzig 1980.
- Mittelalterliche Glasmalerei in Erfurt. Verlag der Kunst Dresden, Dresden 1990. ISBN 3-364-00044-1.
- Die mittelalterlichen Glasmalereien aus der Marienkirche in Frankfurt an der Oder. Bedeutung, Schicksal, Rückkehr. In: Kulturgüter im Zweiten Weltkrieg. Verlagerung–Auffindung–Rückführung. (Bearbeitung von Uwe Hartmann), Hg. von der Koordinierungsstelle für Kulturgutverluste Magdeburg)., Bd. 4. Veröffentlichungen der Koordinierungsstelle für Kulturgutverluste, Magdeburg 2007, S. 461–481. ISBN 3-9811367-0-5.
- Die verlorenen Glasmalereien des Doms zu Magdeburg. (Eine Dokumentation mit zwei Beiträgen von Michael Sußmann, Grundriss mit Fensterplan und Fensterdarstellungen von Dietrich Otte, hg. von der Stiftung Dome und Schlösser in Sachsen-Anhalt, Edition Leipzig in der Seemann Henschel GmbH &Co. KG, Leipzig 2014. ISBN 978-3-361-00696-6.